# تفارق وظائف الدماغ
تفارق وظائف الدماغ أو تخصيص وظائف الدماغ (بالإنجليزية: Lateralization of brain function)‏ (أو الهيمنة النصفية (بالإنجليزية: hemispheric dominance)‏/التخصيص الجانبي (بالإنجليزية: Lateralization)‏) هو ميل بعض الوظائف العصبية أو العمليات المعرفية إلى التخصص في جانب واحد من الدماغ دون الجانب الآخر. يفصل الشق الطولي المتوسط الإنسي الدماغ البشري إلى نصفين مخيين متميزين، متصلين بالجسم الثفني. على الرغم من أن البنية الكلِّية لنصفي الكرة المخيّة تبدو متطابقة تقريبًا، إلا أن التركيب المختلف للشبكات العصبية يسمح بوظيفة متخصصة مختلفة في كل شق.
تستند عملية تجزئة هياكل الدماغ إلى الاتجاهات العامة المعبر عنها في المرضى الأصحاء؛ ومع ذلك، هناك العديد من الأمثلة المضادة لكل تعميم. يتطور دماغ كل إنسان بشكل مختلف، مما يؤدي إلى تجزئة فريدة من نوعها في الأفراد. وهذا يختلف عن التخصص، حيث يشير فقط إلى وظيفة هيكل واحد مقسم بين نصفين. ومن الأسهل بكثير ملاحظة التخصص كاتجاه، لأن له تاريخًا أنثروبولوجيًا أقوى.